# Surrey Senior League
Surrey Senior League var en regional fotbollsliga i Surrey, England. Den fanns mellan 1922 och 1978 då den bytte namn till Homes Counties League i ett försök att attrahera lag från ett större område. Efter en säsong bytte ligan namn igen, den här gången till Combined Counties League som är ligans nuvarande namn.

## Mästare
| År      | Mästare                                           |
| ------- | ------------------------------------------------- |
| 1922-23 | Egham                                             |
| 1923-24 | Farnham United Breweries                          |
| 1924-25 | Farnham United Breweries                          |
| 1925-26 | Epsom Town                                        |
| 1926-27 | Epsom Town                                        |
| 1927-28 | Aldershot Traction Company                        |
| 1928-29 | Dorking                                           |
| 1929-30 | Dorking                                           |
| 1930-31 | Camberley & Yorktown                              |
| 1931-32 | Camberley & Yorktown                              |
| 1932-33 | Camberley & Yorktown                              |
| 1933-34 | Banstead Mental Hospital                          |
| 1934-35 | Wills Sports                                      |
| 1935-36 | Hersham                                           |
| 1936-37 | Walton                                            |
| 1937-38 | Metropolitan Police                               |
| 1938-39 | Hersham                                           |
| 1939-46 | Tävlingen inställd på grund av Andra Världskriget |
| 1946-47 | Leatherhead                                       |
| 1947-48 | Leatherhead                                       |
| 1948-49 | Leatherhead                                       |
| 1949-50 | Leatherhead                                       |
| 1950-51 | Banstead Athletic                                 |
| 1951-52 | Banstead Athletic                                 |
| 1952-53 | Banstead Athletic                                 |

| År      | Mästare           |
| ------- | ----------------- |
| 1953-54 | Banstead Athletic |
| 1954-55 | Dorking           |
| 1955-56 | Dorking           |
| 1956-57 | Banstead Athletic |
| 1957-58 | Molesey           |
| 1958-59 | Malden Town       |
| 1959-60 | Chertsey Town     |
| 1960-61 | Addlestone        |
| 1961-62 | Chertsey Town     |
| 1962-63 | Chertsey Town     |
| 1963-64 | Hampton           |
| 1964-65 | Banstead Athletic |
| 1965-66 | Farnham Town      |
| 1966-67 | Farnham Town      |
| 1967-68 | Farnham Town      |
| 1968-69 | Whyteleafe        |
| 1969-70 | Bracknell Town    |
| 1970-71 | Malden Town       |
| 1971-72 | Merstham          |
| 1972-73 | Westfield         |
| 1973-74 | Westfield         |
| 1974-75 | Epsom & Ewell     |
| 1975-76 | Wandsworth        |
| 1976-77 | Horley            |
| 1977-78 | Malden Vale       |